# Podocarpus salignus
Podocarpus salignus é uma espécie de conífera da família Podocarpaceae.
Apenas pode ser encontrada no Chile.
Está ameaçada por perda de habitat.